# サッカーキルギス女子代表
サッカーキルギス女子代表（サッカーキルギスじょしだいひょう）は、キルギスサッカー連盟(英語: Football Federation of Kyrgyz Republic, 略称：FFKR)によって編成されるキルギスの女子サッカーナショナルチームである。アジアサッカー連盟(AFC)に所属している。2009年に代表チームが結成され、アジアの女子サッカー選手権であるAFC女子アジアカップに出場している。
女子ワールドカップ、オリンピックともに出場はない。

## ワールドカップの成績
（代表結成後のみ）
- 2011 - 予選敗退
- 2015 - 予選敗退

## オリンピックの成績
（代表結成後のみ）
- 2012 - 不参加

## アジアカップの成績
（代表結成後のみ）
- 2010 - 予選敗退
- 2014 - 予選敗退

## FIFAランキング
- 初登場 - 99位(2009年6月)
- 最高順位 - 85位(2009年12月)
- 最低順位 - 136位(2011年12月)